# Mobilier de plage

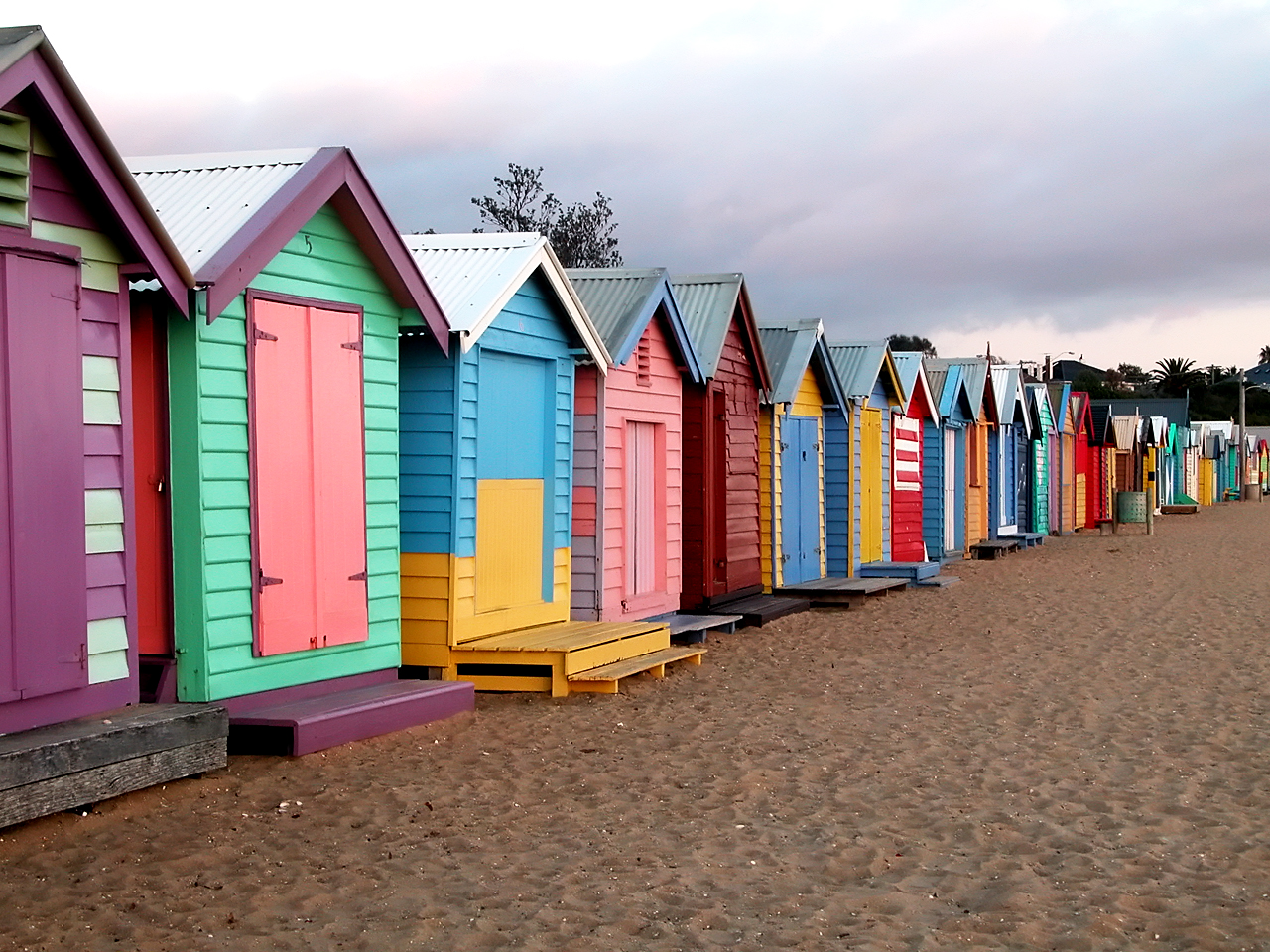
Brighton Beach à Melbourne (Australie)

Le mobilier de plage désigne le mobilier urbain présent sur une plage. Il désigne notamment les cabines de bain pour se changer, les poubelles, les douches.

## Présentation
Il existe de nombreux produits que l'on peut qualifier de mobilier de plage dont, notamment : les cabines de bains, petites cabanes placées sur les plages hors d'atteinte de la marée haute, les chaises de plage, souvent dénommées « transat », « bain de soleil » ou « chilienne » qui sont toutes des chaises en toile et inclinable et le cabines de douche ou simples séries de douches, quelquefois accompagnées de pédiluves, généralement situés à l'entrée des plages. Ce dernier équipement fait l'objet d'un enlèvement de la part de certaines municipalités car elles sont considérées comme source de gaspillage et donc déplorables sur le plan environnemental par ces collectivités.